# Chiesa di San Giovanni Battista (Lasa)
La chiesa di San Giovanni Battista (in tedesco Kirche zum Hl. Johannes dem Täufer) è la parrocchiale di Lasa, in Alto Adige. Fa parte del decanato di Silandro e la sua storia inizia nel XIII secolo o probabilmente in epoca precedente.

## Storia

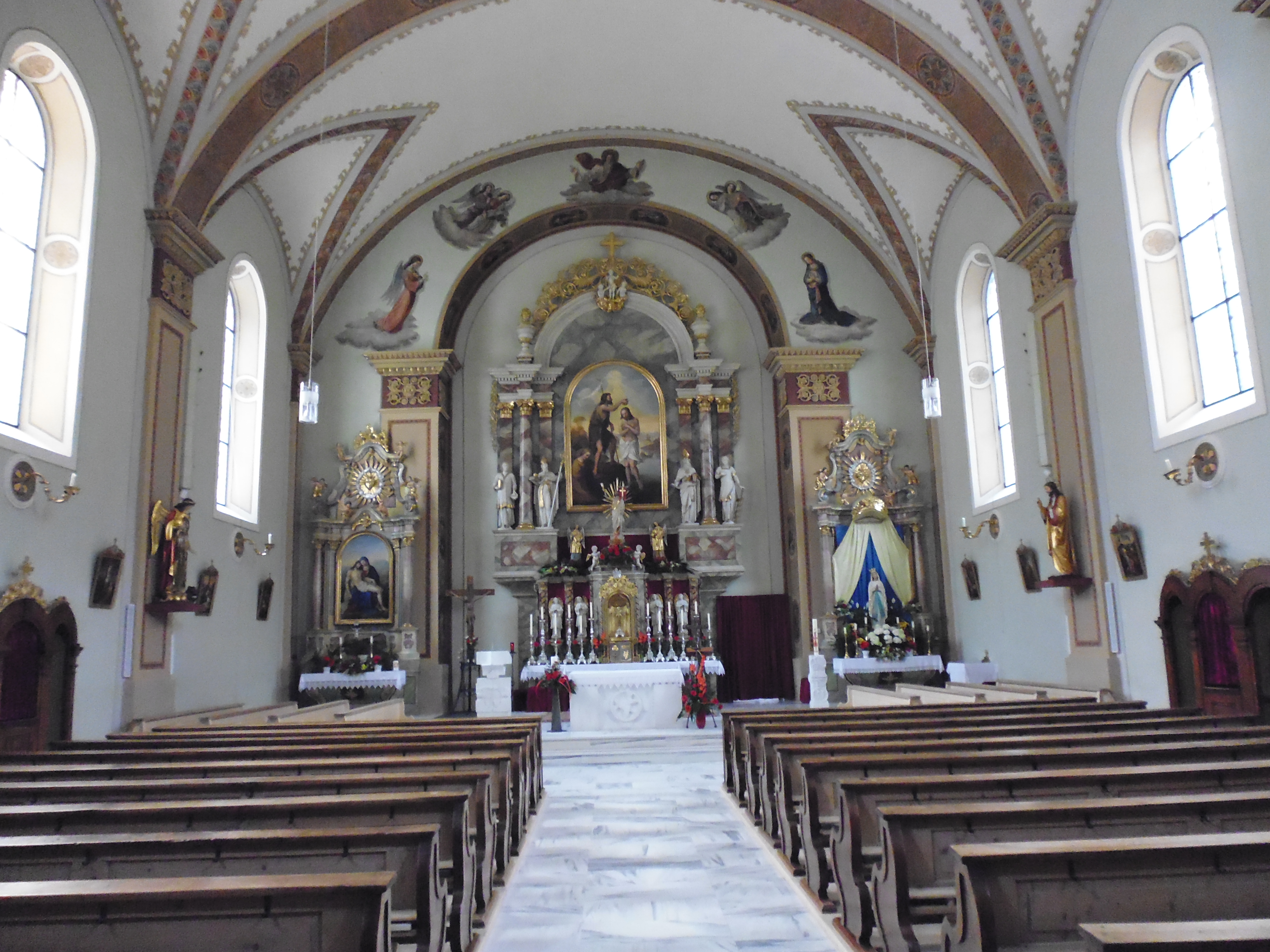
Navata della chiesa di San Giovanni Battista.

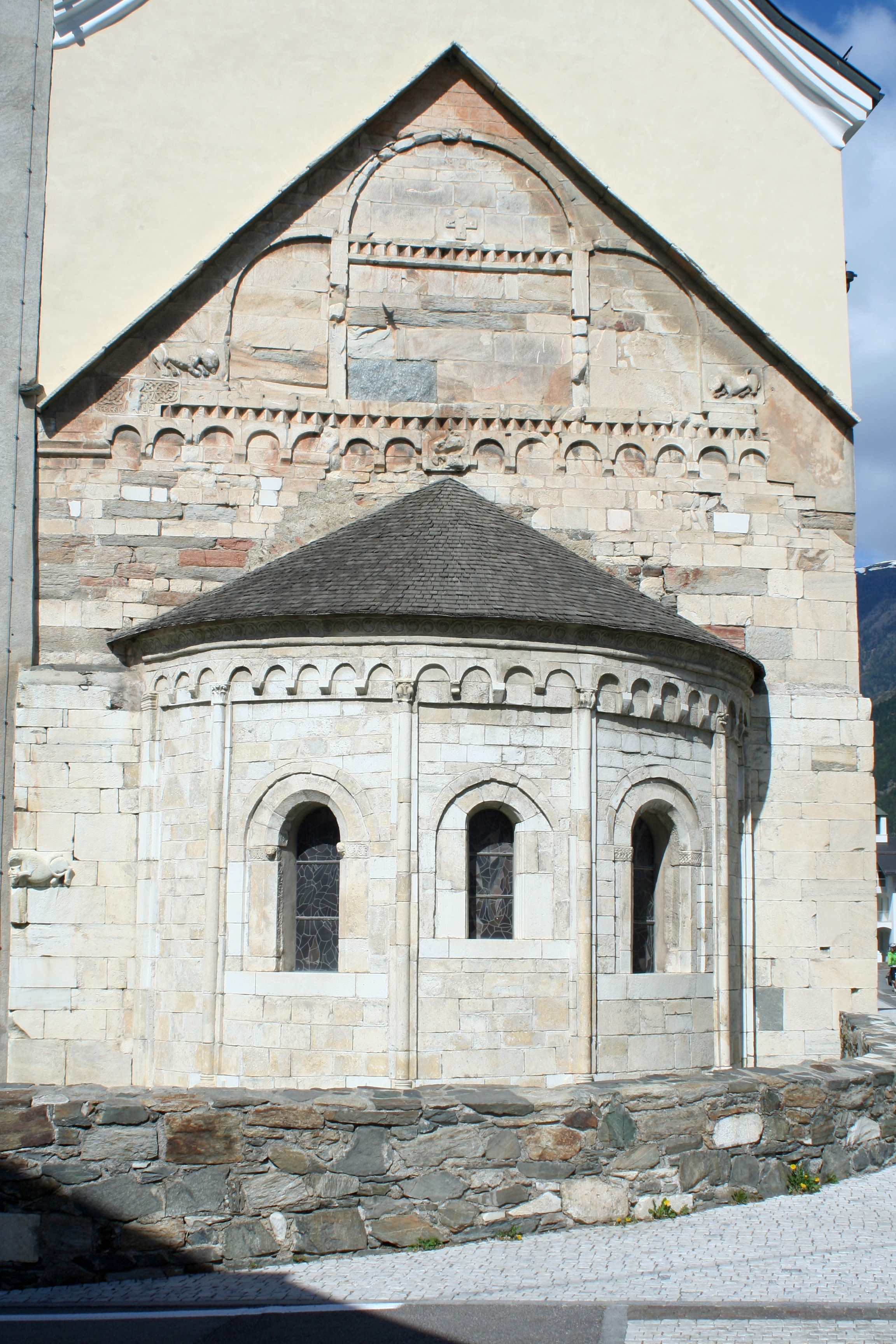
Abside della chiesa di San Giovanni Battista in stile romanico.

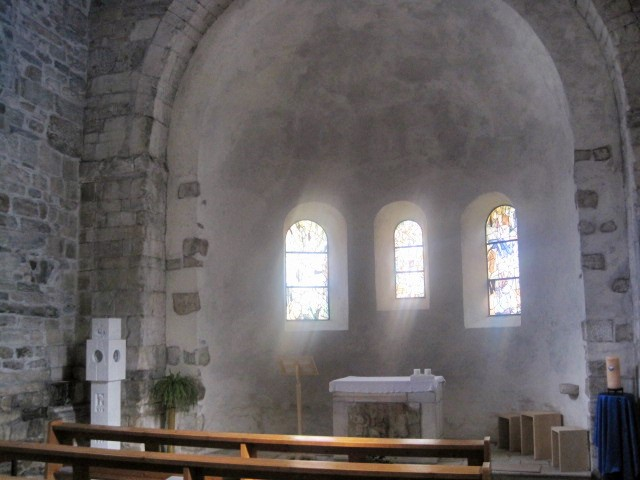
Interno dell'abside.

La costruzione di un primo luogo di culto a Lasa potrebbe essere fatto risalire al IX secolo, in epoca carolingia, quando il cristianesimo si stava diffondendo nelle zone alpine. Questo edificio aveva una navata unica e una prova della sua presenza e del periodo nel quale fu costruito è in un piccolo frammento marmoreo databile a quel periodo rinvenuto sul sito dove verso l'inizio del XIII secolo fu poi eretto l'edificio sacro con dedicazione a San Giovanni Battista.
Nel 1499, mentre era in corso la battaglia della Calva, le forze dell'Engadina incendiarono la chiesa romanica duecentesca e la sua ricostruzione successiva ne modificò la struttura e lo stile architettonico, rendendola così un tempio gotico.
Nel XIX secolo un devastante incendio colpì il centro abitato danneggiando molte abitazioni ed edifici pubblici. La chiesa ne rimase quasi completamente distrutta e fu oggetto di un radicale intervento di ricostruzione conclusosi nel 1852.
Nuovamente, negli anni settanta, si intervenne per riportare almeno in parte la struttura alle forme antiche recuperando il materiale originario ancora utilizzabile. Durante tali lavori di restauro conservativo-storico furono recuperate le antiche fondazioni e le parti della zona absidale che divennero il coro e l'abside della chiesa recente.

## Descrizione

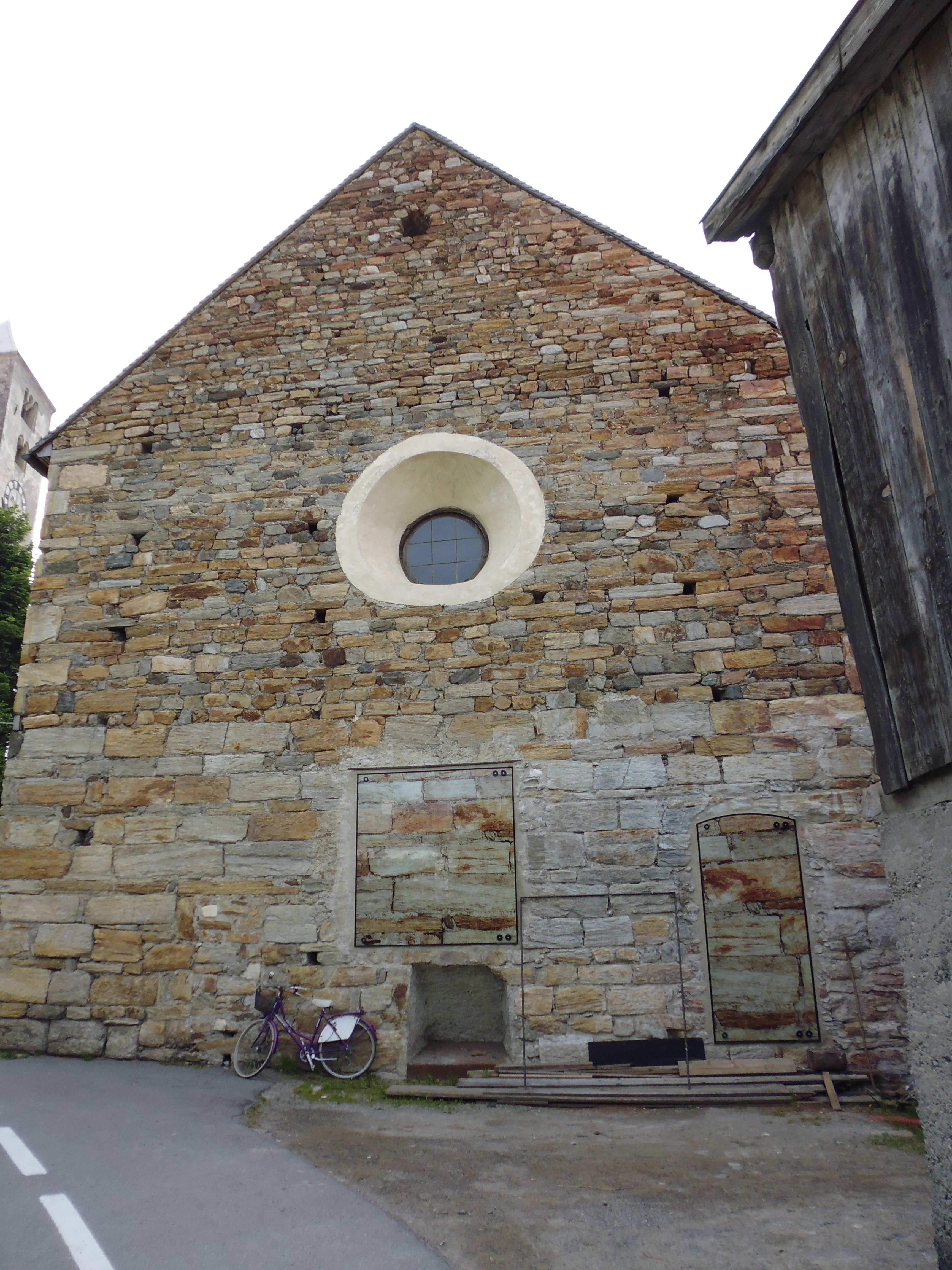
Chiesa sconsacrata di San Marco.

La chiesa si trova nel centro abitato di Lasa con orientamento verso nord ovest. Il prospetto principale si affaccia sul cimitero della comunità ed è a capanna, con due spioventi, in uno stile neogotico con influenze classicheggianti. Il portale è preceduto da un piccolo spazio anteriore chiuso. La torre campanaria rispecchia lo stile romanico e si conclude con un orologio, un piano a bifore ed un piano a trifore. La copertura apicale è a piramide. Ad est la facciata ha tre grandi archi ciechi. La parte maggiormente interessante è quella absidale, uno dei più importanti riferimenti romanici dell'Alto Adige.
L'interno, a navata unica ed illuminato da ampie finestre, inizia con una controfacciata nella quale è posizionato l'organo a canne. La sala prosegue con lesene ornamentali laterali e si conclude nella parte presbiteriale dove è presente l'altar maggiore, con statue dei tre santi martiri Sisinnio, Martirio e Alessandro. Ai lati dell'arco santo si collocano i due altari laterali.
A sud di San Giovanni Battista, a brevissima distanza e separata solo dalla strada, sorge la chiesa sconsacrata di San Marco (St.-Marx-Kirche).